# Арбон Вали (Ајдахо)
Арбон Вали (енгл. Arbon Valley) насељено је место без административног статуса у америчкој савезној држави Ајдахо.

## Демографија
По попису из 2010. године број становника је 599, што је 28 (-4,5%) становника мање него 2000. године.
| Група             | 2000.       | 2010.       |
| Белци             | 518 (82,6%) | 483 (80,6%) |
| Афроамериканци    | 1 (0,2%)    | 3 (0,5%)    |
| Азијати           | 5 (0,8%)    | 6 (1,0%)    |
| Хиспаноамериканци | 65 (10,4%)  | 67 (11,2%)  |
| Укупно            | 627         | 599         |